# Språket bortom logiken
Språket bortom logiken är en essä av Karin Boye som publicerades 1932 i tidskriften Spektrum.
I essän pläderar Boye på psykoanalytisk grund för ett personligt och hemlighetsfullt symbolspråk som skulle utforska nya, okända själsdjup. Hon menar att psykoanalysen har visat att mänsklighetens symbolförråd i mycket är gemensamt och att den nya poesin därför skulle vara begriplig för andra än författaren. Samtidigt skulle diktaren ha större möjlighet att uttrycka sin personlighet i det nya symbolspråket. Tankegången var alltså dubbel: språket bortom logiken skulle på samma gång tjäna gemenskapen och individen.